# Голимін-Полудне
Голимін-Полудне (пол. Gołymin-Południe) — село в Польщі, у гміні Голимін-Осьродек Цехановського повіту Мазовецького воєводства.
Населення — 102 особи (2011).
У 1975-1998 роках село належало до Цехановського воєводства.

## Демографія
Демографічна структура станом на 31 березня 2011 року:
|          | Загалом | Допрацездатний вік | Працездатний вік | Постпрацездатний вік |
| -------- | ------- | ------------------ | ---------------- | -------------------- |
| Чоловіки | 55      | 11                 | 38               | 6                    |
| Жінки    | 47      | 11                 | 24               | 12                   |
| Разом    | 102     | 22                 | 62               | 18                   |